# هالدورا گیرهاردستوتیر
هالدورا گیرهاردستوتیر (ایسلندی: Halldóra Geirharðsdóttir؛ زادهٔ ۱۲ اکتبر ۱۹۶۸) بازیگر و موسیقی‌دان اهل ایسلند است.
از فیلم‌ها یا برنامه‌های تلویزیونی که وی در آن نقش داشته‌است، می‌توان به اسب‌ها و آدم‌ها و زن مبارز اشاره کرد.